# Тънко лори
Тънките лорита (Loris tardigradus) са вид дребни бозайници от семейство Лориеви (Lorisidae).
Разпространени са в екваториалните гори в югозападната част на Шри Ланка. Имат мека и гъста козина, червеникавокафява по гърба и белезникавосива по корема, и достигат 18 – 25 cm дължина на тялото и 85 – 369 g маса. Живеят по дърветата и са активни главно през нощта. Хранят се главно с насекоми, но също и с яйца, дребни плодове и листа, а понякога и с безгръбначни и дори дребни влечуги.